# Гилбъртови острови
Островите Гилбърт (Джилбърт) (на английски: Gilbert Islands) са архипелаг в Микронезия, западната част на Тихия океан, включващ 11 атола и 5 острова, сред които по-големи са атолите Тарава, Макин, Маракей. Съставляват основната част от държавата Кирибати.
Обща площ 281,1 км2. Максимална височина от 1 до 4 м.
От 1892 до 1979 г. са владение на Великобритания (част от колонията „Острови Гилбърт и Елис“; островите Елис през 1978 г. стават независимата държава Тувалу). Населението през 2005 г. е 83 382 жители (главно микронезийци).
Изградени са от коралов варовик. Климатът на север е горещ и влажен, а на юг е сух. Температурата варира между 24° и 31°. Валежите са 1300 – 2000 мм годишно. 
Преобладава храстовата растителност. Отглеждат се кокосови палми, плодове, зеленчуци. Риболовът е основен поминък на местното население.
| Остров (английско наименование)                   | Площ (км2) | Население (2005 г.) | Координати                                                    | Откривател (дата на откриване)                                          |
| ------------------------------------------------- | ---------- | ------------------- | ------------------------------------------------------------- | ----------------------------------------------------------------------- |
| атол Абаянг (Шарлот) (Abaiang), 20 острова        | 16         | 5502                | 1°51′ с. ш. 172°57′ и. д. / 1.85° с. ш. 172.95° и. д.         | Томас Джилбърт (21 юни 1788)                                            |
| атол Абемама (Роджър, Хопър) (Abemama), 8 острова | 27,8       | 3404                | 0°24′ с. ш. 173°52′ и. д. / 0.4° с. ш. 173.866667° и. д.      | Томас Джилбърт (18 юни 1788)                                            |
| атол Аранука (Хендервил) (Aranuka), 4 острова     | 15,5       | 1158                | 0°10′ с. ш. 173°36′ и. д. / 0.166667° с. ш. 173.6° и. д.      | Томас Джилбърт (18 юни 1788)                                            |
| остров Арорае (Хоп) (Arorae)                      | 9,5        | 1256                | 2°38′ ю. ш. 176°50′ и. д. / 2.633333° ю. ш. 176.833333° и. д. | капитан Патерсън (1809)                                                 |
| остров Беру (Франсис) (Beru)                      | 14,7       | 2169                | 1°19′ ю. ш. 175°59′ и. д. / 1.316667° ю. ш. 175.983333° и. д. | капитан Кларк (1826)                                                    |
| атол Бутаритари (Butaritari), 11 острова          | 13,6       | 3280                | 3°09′ с. ш. 172°50′ и. д. / 3.15° с. ш. 172.833333° и. д.     | Педро Фернандес де Кирос (1606), Томас Джилбърт (22 юни 1788, вторично) |
| остров Куриа (Kuria), 2 острова                   | 12,3       | 1082                | 0°13′ с. ш. 173°25′ и. д. / 0.216667° с. ш. 173.416667° и. д. | Томас Джилбърт (19 юни 1788)                                            |
| атол Макин (Литъл Макин, Пит) (Makin), 5 острова  | 6,7        | 2385                | 3°23′ с. ш. 172°59′ и. д. / 3.383333° с. ш. 172.983333° и. д. | Томас Джилбърт (22 юни 1788)                                            |
| атол Маракеи (Матю) (Marakei), 1 острова          | 13,5       | 2741                | 2°00′ с. ш. 173°17′ и. д. / 2° с. ш. 173.283333° и. д.        | Луи Исидор Дюпере (1824)                                                |
| атол Маяна (Хол, Джилбърт) (Maiana), 9 острова    | 15,9       | 1908                | 0°56′ с. ш. 172°59′ и. д. / 0.933333° с. ш. 172.983333° и. д. | Томас Джилбърт (20 юни 1788)                                            |
| остров Никунау (Байрон, Нукунау) (Nikunau)        | 18,2       | 1912                | 1°21′ ю. ш. 176°27′ и. д. / 1.35° ю. ш. 176.45° и. д.         | капитан Кларк (1826)                                                    |
| атол Ноноути (Сидни) (Nonouti), 12 острова        | 29,2       | 3179                | 0°40′ ю. ш. 174°20′ и. д. / 0.666667° ю. ш. 174.333333° и. д. | Чарлз Бишоп (1799)                                                      |
| атол Онотоа (Кларк) (Onotoa), 30 острова          | 13,5       | 1644                | 1°54′ ю. ш. 175°35′ и. д. / 1.9° ю. ш. 175.583333° и. д.      | капитан Кларк (1826)                                                    |
| атол Табитеуеа (Драмонд) (Tabiteuea), 2 острова   | 38         | 4898                | 1°22′ ю. ш. 174°51′ и. д. / 1.366667° ю. ш. 174.85° и. д.     | Чарлз Бишоп (1799)                                                      |
| остров Тамана (Роджър) (Tamana)                   | 4,8        | 875                 | 2°30′ ю. ш. 175°59′ и. д. / 2.5° ю. ш. 175.983333° и. д.      | Джеймс Кери (1804)                                                      |
| атол Тарава (Кук, Нокс) (Tarawa), 9 острова       | 31,9       | 45 989              | 1°26′ с. ш. 173°00′ и. д. / 1.433333° с. ш. 173° и. д.        | Томас Джилбърт (22 юни 1788)                                            |